# رت أعفر
رَتّ أعفر نويع من الخنازير البرية الأصلية في الهند ونيبال وميانمار وغرب تايلاند وسرنديب. يتميز بعفرته الطويلة الهلب الأسود الممتدة من القفن إلى الكفل. ذنبه قليل الهلب. أذنه مرطاء الصفحة الخارجية هلبية الداخلية. جثته متوسطة القد طولها نحو ١٥٠ سم. علوها ٩٠. أنثاه تضع من ٤ إلى ٧ خنانيص مرتين في العام.

## نظر أيضا
- خنزير بري